# الكسندر سميتس
الكسندر سميتس (بالهولندية: Alexander Smits؛ بالإنجليزية: Alexander Smits) هو مهندس أسترالي وهولندي وأمريكي، ولد في 25 ديسمبر 1948 في أمستردام في هولندا.